# Rav Yosef bar Hiyya
Rav Yosef bar Hiyya in ebraico רב יוסף בר חייא‎?, abbreviato come Rav Yosef (fl. III secolo) è stato un rabbino babilonese della terza generazione di amoraim.
Allievo di Judah bar Ezekiel (220-299), fu discepolo di Abbaye e disputatore (bar pallagata) con Rabbah bar Nahmani, vissuto nel quinto secolo. Alla morte del maestro Judah, Yosef rifiuto di succedergli nella direzione della yeshivah di Pumbedita, sebbene la sua conoscenza della legge rabbinica fosse superiore ala capacità di analisi del diciottenne rivale Rabbah, che prese il suo posto fino all'età di 40 anni, finché Yosef non chiese di assumere il ruolo che gli spettava, morendo due anni dopo.
Yosef era solito pronunciare un sermone il giorno dello Shabbat, prima della preghiera di Musaf. Pur essendo cieco, cercò di acquisire la più vasta conoscenza possibile della Torah orale e scritta. Quando alcune traduzioni della Bibbia andarono perdute, Rav Yosef si adoperò per ricostruirli in base ai propri ricordi., finché una malattia improvvisa gli azzerò la memoria, che a fatica riuscì a recuperare con l'aiuto di Abbaye, suo principale discepolo, che con Rava lo tenne in grande considerazione.

La sua umiltà proverbiale risulta in un passo del Sotah: 
(Sotah 26a)